# Vattenpolohjälm

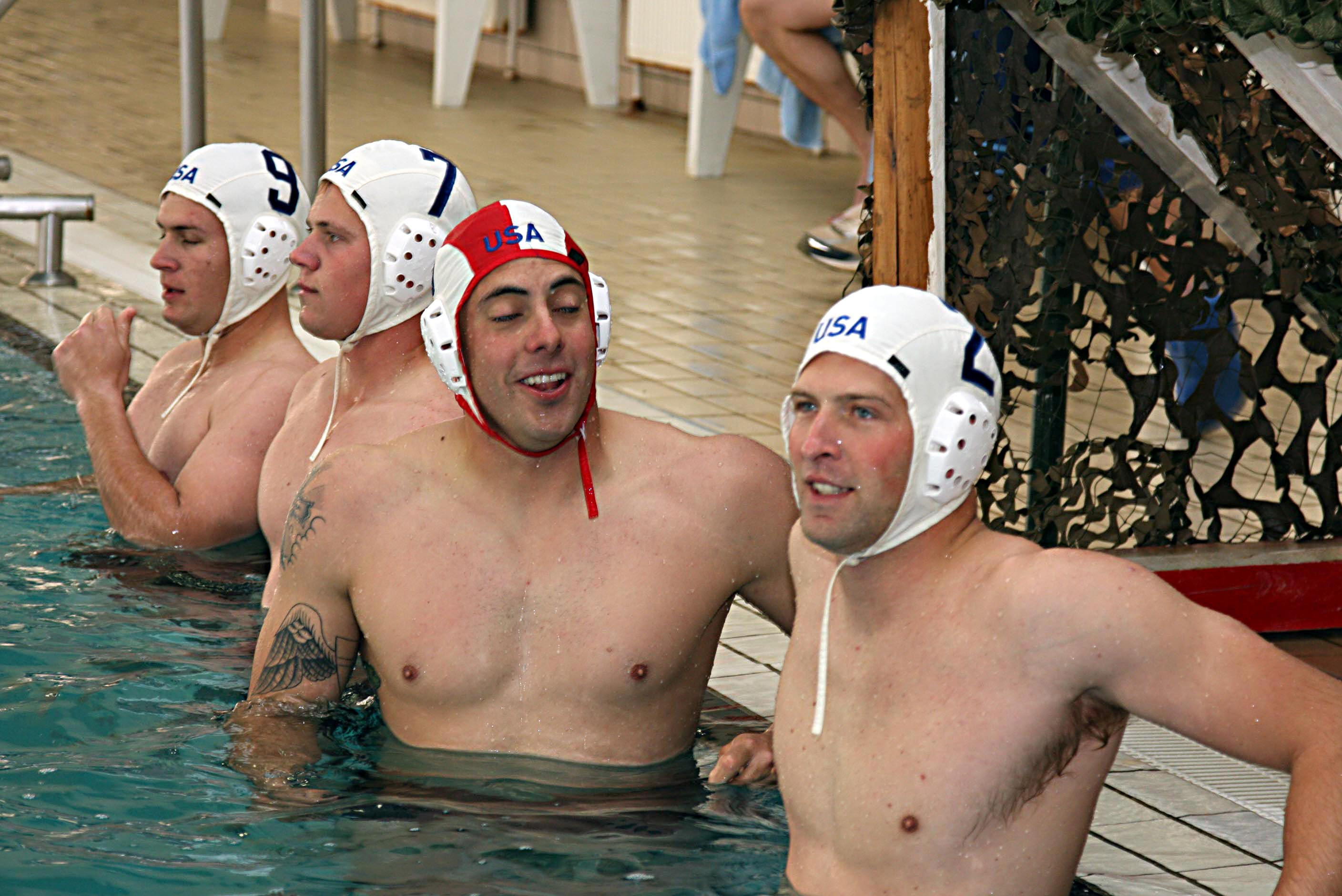
Vattenpolospelare i vattenpolohjälmar. Målvakten har röd hjälm.

Vattenpolohjälm är den typ av hjälm som bland annat används vid utövandet av vattenpolo. Hjälmen är till för att skydda huvudet och öronen från skador, men även för att identifiera de två lagen och målvakterna.

## Utseende
Vattenpolohjälmarna ser ut som en hjälmliknande mössa som spänns fast med ett snöre under hakan. En utstickande egenskap är hjälmens öronskydd. I internationella vattenpolomatcher så måste lagens hjälmar vara i olika färger godkända av domarna, dock får hjälmarna inte ha samma färg som bollen eller ha färgen röd som används av båda lagens målvakter.
Hjälmarna måste även vara numrerade, i olympiska matcher ska målvakten i respektive lag ha numret 1 och övriga lagmedlemmars hjälmar ska vara numrerade mellan 2 och 11.

## Hjälmen i andra sporter
Vattenpolohjälmen används även i andra bollsporter i vattnet, bland annat i undervattensrugby, undervattenshockey och undervattensfotboll. I undervattenshockey är det extra viktigt med öronskydd då det sker mycket påfrestningar mot örat i och med klubbor som kommer i kontakt med öronen.